# 西替酰胺
西替酰胺是一种三环含氮有机化合物，化学式C
16H
13NO，属于卡马西平类似物，能用做抗癲癇藥。
合成方法：